# Tine Vertommen
Tine Vertommen (Lier, 1985) is een Belgische zwemster daarnaast is ze coördinator van VOICE.

## Biografie
Tine Vertommen behaalde in 2007 ene master in ethiek en in 2009 een master in criminologie aan de Vrije Universiteit Brussel.

### Zwemmen
Vertommen kon zich in 1999 verzekeren van deelname aan de European Youth Olympic Days voor het zwemmen. In 2001 nam ze deel aan de European Youth Championship (EK Zwemmen Junioren) te Malta.

### Voice
Sinds 2015 is ze Vlaams coördinator van Voice, een Europees onderzoeksproject ter preventie van seksueel misbruik in de sportwereld. Vertommen is verbonden aan de Thomas More hogeschool en de Universiteit Antwerpen.